# Perspektiven (Album)
Perspektiven ist das 28. Studioalbum des deutschen Schlagersängers Roland Kaiser. Es wurde am 2. September 2022 von Ariola erstmals veröffentlicht und erschien auch als „Limited Deluxe Edition“. Mit dem Album erreichte Kaiser erstmals nach seinem vierten Studioalbum Dich zu lieben von 1981 die Chartspitze der deutschen Albumcharts.

## Titelliste
1. Liebe bleibt
2. Es ist alles ok
3. Gegen die Liebe kommt man nicht an
4. To All The Girls I’ve Loved Before
5. Zuversicht
6. Sag mir wann
7. Du, deine Freundin und ich
8. Eins musst du mir lassen
9. Das erste Mal
10. Wir spielten immer ohne Regeln
11. Brich mir das Herz
12. Freunde bleiben
13. Weil du es kannst
14. Er, sie und er
15. Bis zum letzten Atemzug

## Rezensionen
Dani Fromm, Musikkritiker von laut.de, schrieb zusammenfassend zu den Titeln des Albums: „Der Gastgeber selbst erscheint mit sich im Reinen und vollauf zufrieden: Lebensziel erreicht? Erstrebens-, ja, beneidenswert. Trotzdem klingt es nicht danach, als habe Roland Kaiser sein letztes Wort schon gesprochen.“

## Kommerzieller Erfolg

### Chartplatzierungen
Perspektiven avancierte zum Nummer-eins-Erfolg in Deutschland sowie zum Top-10-Erfolg in Österreich (Rang 2) und der Schweiz (Rang 4). Für Roland Kaiser ist dies das zweite Nummer-eins-Album in Deutschland. Er platzierte sich dabei erstmals seit über 41 Jahren wieder an der Chartspitze der deutschen Albumcharts, zuletzt gelang ihm dies mit Dich zu lieben am 9. November 1981.
Darüber hinaus erreichte das Album in Deutschland auch die Chartspitze der deutschsprachigen Albumcharts, die Chartspitze der wöchentlichen Schlagercharts sowie die Chartspitze der monatlichen Schlagercharts.
| ChartsChartplatzierungen | Höchstplatzierung | Wochen |
| ------------------------ | ----------------- | ------ |
| Deutschland (GfK)        | 1 (77 Wo.)        | 77     |
| Österreich (Ö3)          | 2 (39 Wo.)        | 39     |
| Schweiz (IFPI)           | 4 (20 Wo.)        | 20     |

| ChartsJahrescharts (2022) | Platzierung |
| ------------------------- | ----------- |
| Deutschland (GfK)         | 9           |
| Österreich (Ö3)           | 23          |
| Schweiz (IFPI)            | 97          |

| ChartsJahrescharts (2023) | Platzierung |
| ------------------------- | ----------- |
| Deutschland (GfK)         | 13          |
| Österreich (Ö3)           | 74          |

### Auszeichnungen für Musikverkäufe
| Land/Region        | Auszeichnungen für Musikverkäufe (Land/Region, Auszeichnung, Verkäufe) | Verkäufe |
| ------------------ | ---------------------------------------------------------------------- | -------- |
| Deutschland (BVMI) | Platin                                                                 | 200.000  |
| Insgesamt          | 1× Platin ·                                                            | 200.000  |